# 阿爾派恩 (新澤西州)
阿爾派恩（英語：Alpine）是位於美國新澤西州伯根縣的自治市鎮。

## 人口
根據2020年美國人口普查的數據，阿爾派恩的面積為24.01平方千米，當中陸地面積為16.58平方千米，而水域面積為7.43平方千米。當地共有人口1762人，而人口密度為每平方千米73人。